# Amateurfunkzeugnis

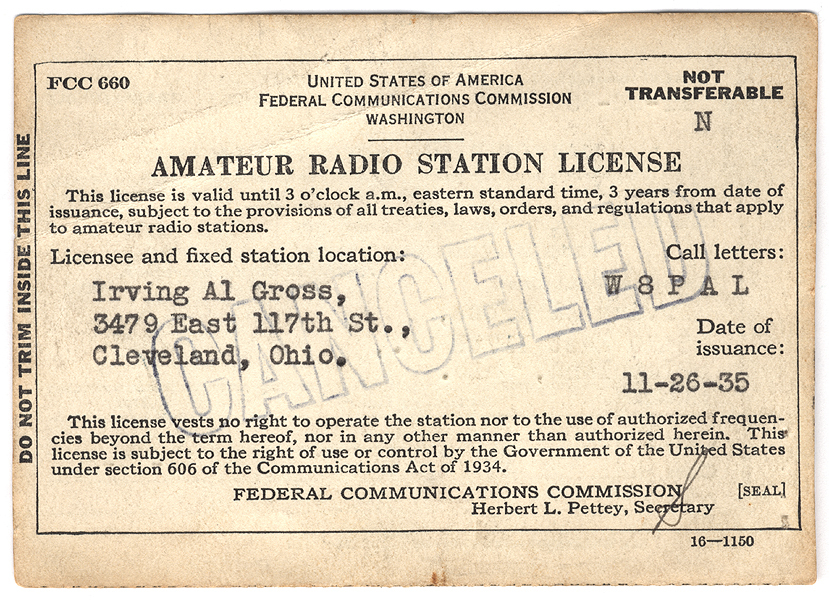
Historische Amateurfunklizenz von Alfred Gross (1935)

Das Amateurfunkzeugnis (auch: Amateurfunklizenz; amtlich: Amateurfunkprüfungsbescheinigung) ist eine Prüfungsbescheinigung der für den Amateurfunkdienst zuständigen Behörde.
Zum Senden im Rahmen des Amateurfunkdienstes benötigt man eine Amateurfunkprüfungsbescheinigung sowie eine Zulassung zur Teilnahme am Amateurfunkdienst mit gleichzeitiger Zuteilung eines personengebundenen Amateurfunkrufzeichens. Diese können durch eine Prüfung bei der nationalen Fernmeldeverwaltung erworben werden.

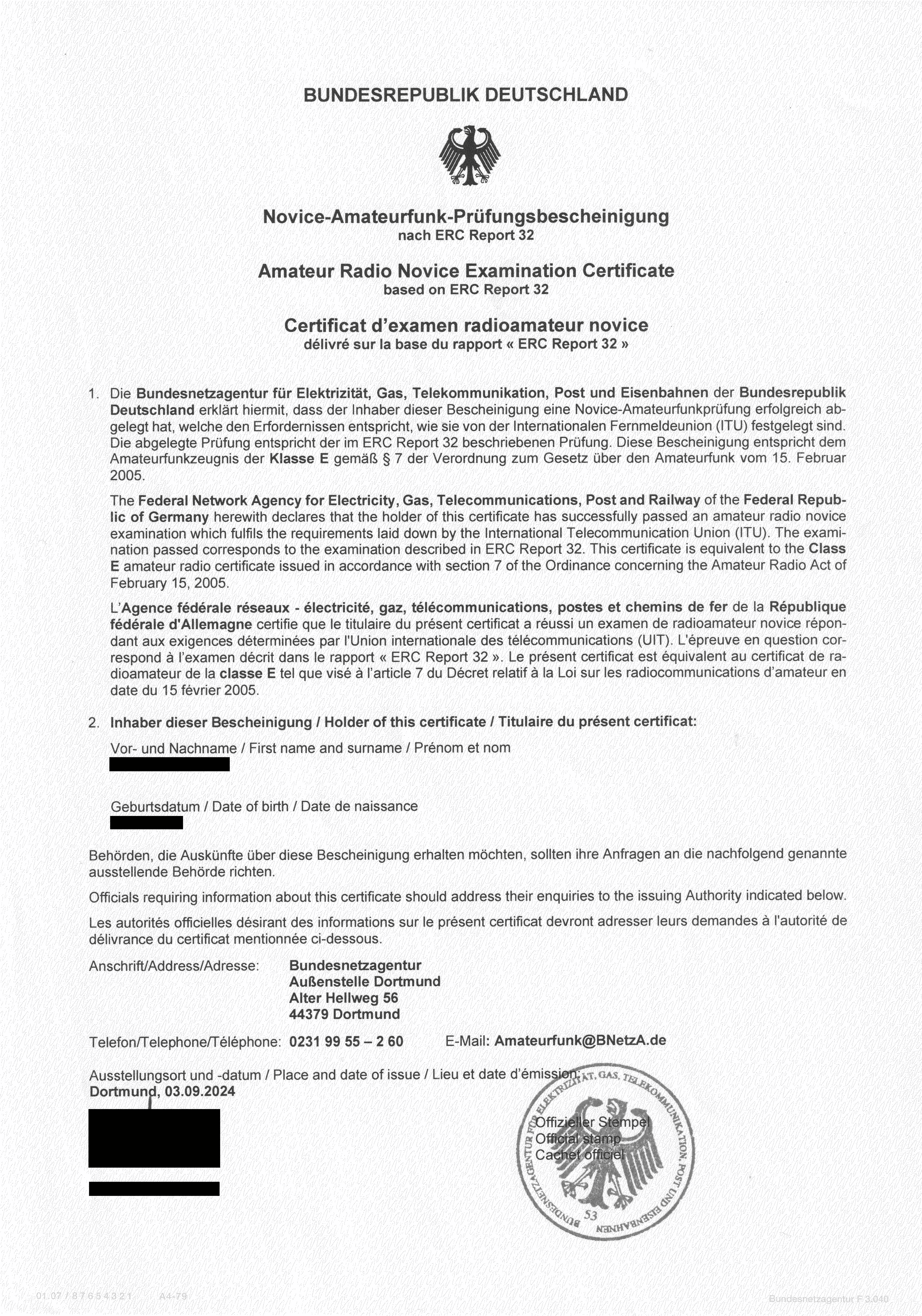
Novice-Amateurfunk-Prüfungsbescheinigung für die Klasse E

Amateurfunkzeugnis wird häufig als Lizenz oder Lizenzurkunde bezeichnet. Das beruht auf dem international, zum Beispiel der in der ECC-Empfehlung 05(06) verwendeten Begriff Radio Amateur License.

## Amateurfunkzeugnis in Deutschland
Das Amateurfunkzeugnis ist der Nachweis der Bundesnetzagentur für Elektrizität, Gas, Telekommunikation, Post und Eisenbahnen (BNetzA) über eine erfolgreich abgelegte Amateurfunkprüfung.

### Zulassung zur Teilnahme am Amateurfunkdienst

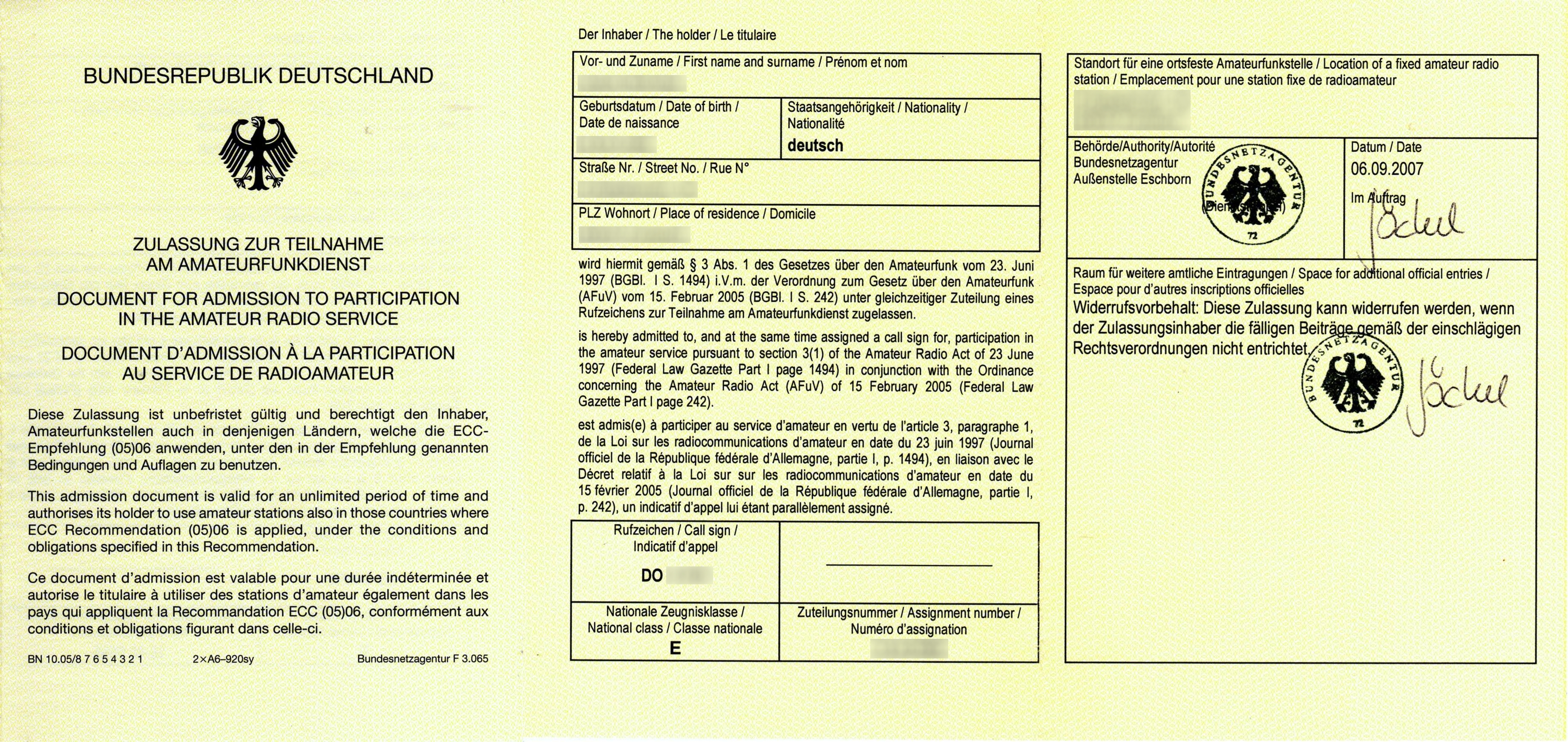
Zulassung zur Teilnahme am Amateurfunkdienst für die Klasse E

Das Amateurfunkzeugnis ist Voraussetzung für die Erteilung einer Zulassung zur Teilnahme am Amateurfunkdienst und gleichzeitiger Zuteilung eines personengebundenen Amateurfunkrufzeichens, die auf § 9 Amateurfunkverordnung (AFuV) beruht. Das ist rechtlich ein vom Erteilen des Amateurfunkzeugnisses (§ 7 AFuV) gesonderter Vorgang und mit einer eigenen Gebühr verbunden. Man kann sie aber bei der Prüfungsanmeldung gleich für den Fall, dass man besteht, mitbeantragen.
Erst mit dem zugeteilten Rufzeichen ist das Senden auf den Amateurfunkbändern gestattet und eine im Handel erhältliche oder selbstgefertigte Amateurfunkstelle sowie Sendeanlagen, die zu Amateurfunkstellen umgebaut sind, als Sender zu betreiben. Der rein passive Empfang von Aussendungen (ohne selbst zu senden) erfordert gemäß § 9 Abs. 5 AFuV keine Zulassung zur Teilnahme am Amateurfunkdienst.

### Prüfung

Zulassung zur Teilnahme am Amateurfunkdienst für die Klasse A

→ Hinweis: Für die seit 24. Juni 2024 gültige Prüfung sowie die neue Lizenzklasse N siehe auch: Amateurfunkklasse.

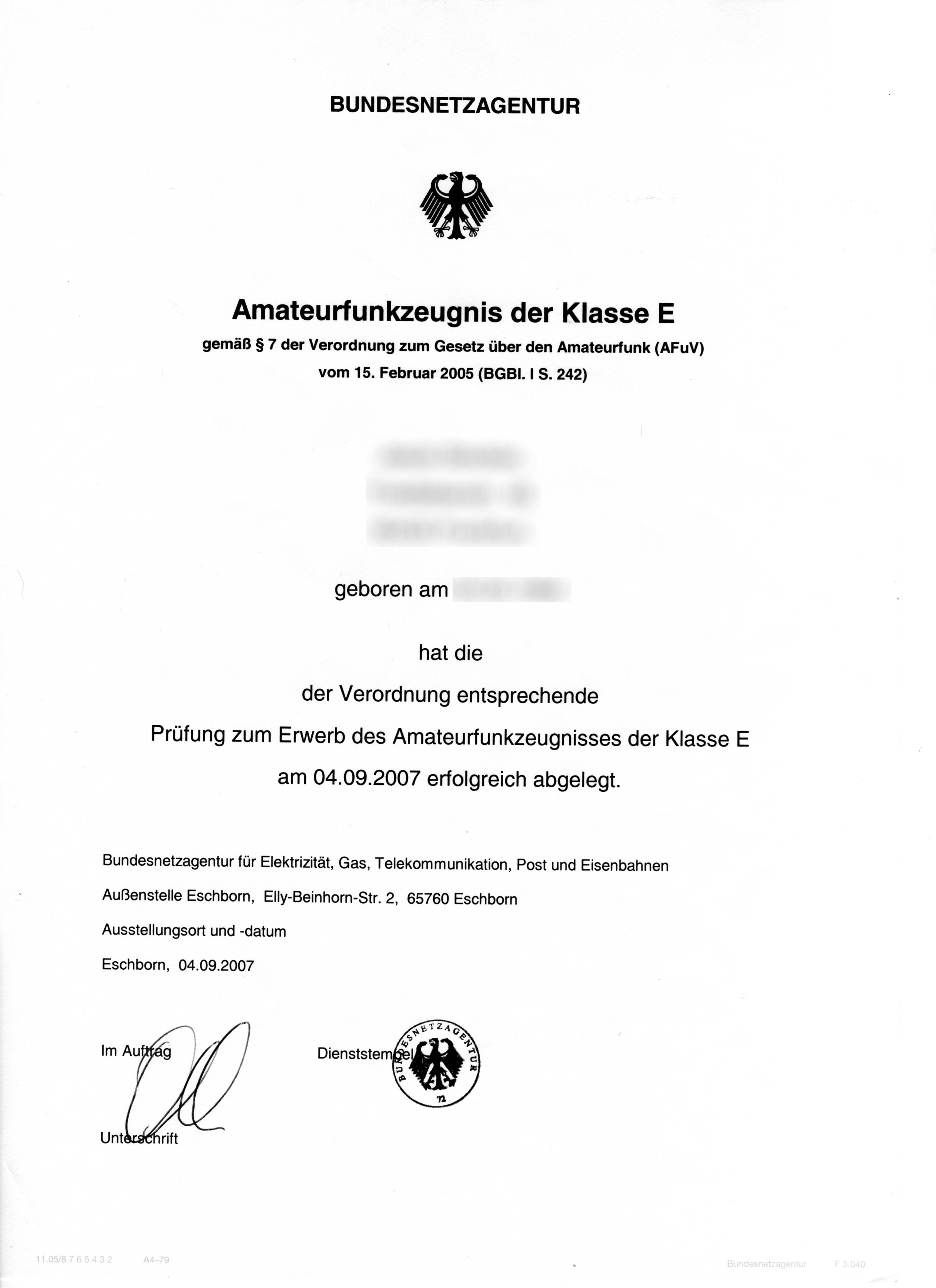
Amateurfunkzeugnis für die Klasse E

Für das Amateurfunkzeugnis wird man in folgenden Prüfungsteilen geprüft:
- Technik (bei Klasse E und Klasse N eingeschränkter Fragenkatalog)
- Amateurfunkbetriebstechnik (Abwicklung des Funkverkehrs), für alle Klassen gleich
- Gesetzeskunde (z. B. Amateurfunkgesetz, Amateurfunkverordnung, Vollzugsordnung für den Funkdienst, Telekommunikationsgesetz, Gesetz über die elektromagnetische Verträglichkeit von Betriebsmitteln …), für alle Klassen gleich

Eine Prüfung im Morsetelegrafie wird nicht (mehr) durchgeführt, kann aber als freiwillige Zusatzprüfung abgelegt werden.
Die Prüfungsteile Technik, Betriebstechnik und Vorschriften werden schriftlich nach dem Mehrfachauswahlformat (Multiple Choice) verfahren durchgeführt. Jeder Teil besteht aus 25 Fragen. Dabei werden vier mögliche Antworten vorgeschlagen, von denen nur eine korrekt ist. Der jeweilige Prüfungsteil gilt als bestanden, wenn mindestens 79 % der Fragen, also 19 von 25 Fragen richtig beantwortet wurden.
Für die Erweiterung einer Klasse-E-Lizenz auf Klasse A oder der Klasse N auf Klasse E oder auf Klasse A muss lediglich der noch fehlende Prüfungsteil Technik (Klasse E beziehungsweise Klasse E und Klasse A) abgelegt werden.

### Amateurfunkzeugnis-Klassen
Die Anforderungen der Prüfung hängen von der Amateurfunkzeugnis-Klasse (Lizenzklasse) ab.
Klasse A
Zugang zu allen Amateurfunkbändern mit einer maximalen Sendeausgangsleistung von bis zu 750 W PEP. Diese Klasse entspricht der CEPT-Lizenz.
Klasse E
Sie gestattet Zugang zu einigen Amateurfunkbändern mit einer maximalen Sendeausgangsleistung von bis zu 100 W PEP im Kurzwellen-Bereich und bis zu 75 W PEP im Ultrakurzwellen-Bereich. Diese Klasse entspricht der CEPT-Novice-Lizenz.
Klasse N
Funkamateuren der Klasse N ist Betrieb nur auf dem 10-Meter-Band, dem 2-Meter-Band und dem 70-Zentimeter-Band bei einer Leistung von maximal 10 W (ERP beziehungsweise EIRP) erlaubt.
Inhaber einer Amateurfunkzulassung der Klasse A dürfen Funkbetrieb in allen für den Amateurfunkdienst ausgewiesenen Frequenzbereichen bis hin zur maximal zulässigen Sendeleistung durchführen. In allen Lizenzklassen sind u. a. die Regelungen der Verordnung über das Nachweisverfahren zur Begrenzung elektromagnetischer Felder (BEMFV) zu beachten. Dieses Nachweisverfahren betrifft ortsfeste Funkanlagen, welche eine Leistung ≥ 10 W EIRP ausstrahlen.

### CEPT-Lizenz (Funkbetrieb im Ausland)

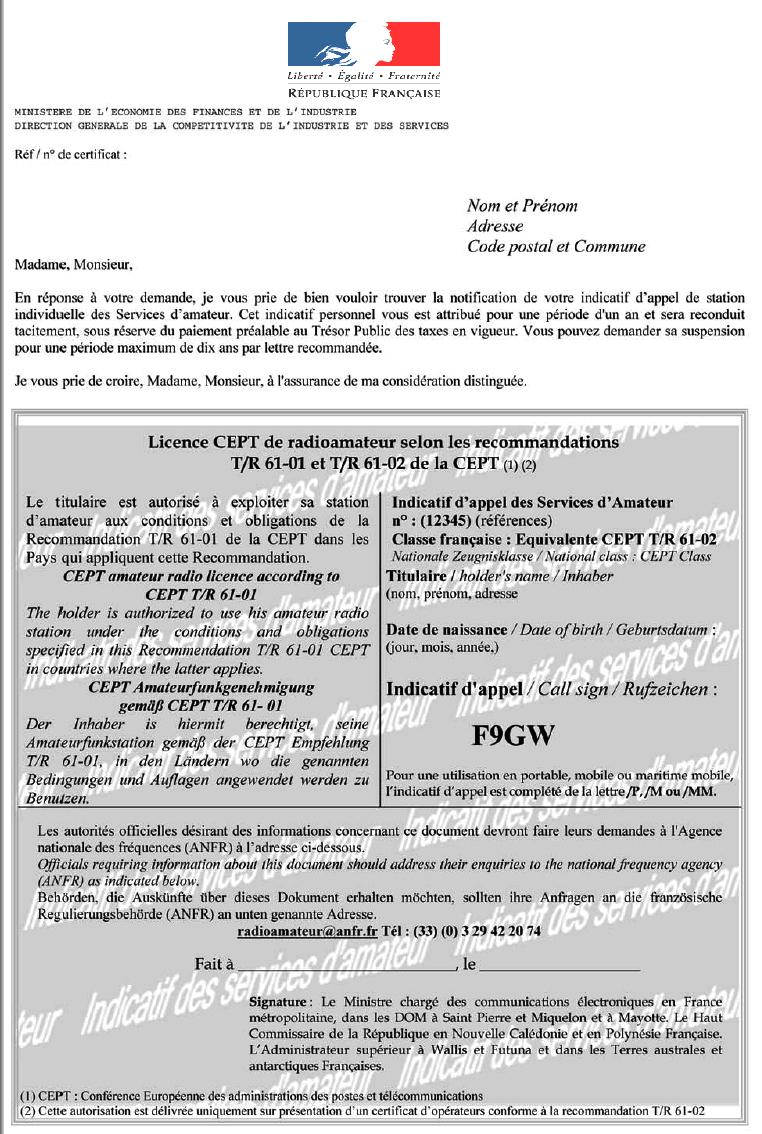
Amateurfunk-Lizenz

Die CEPT-Lizenz wurde vom ERO eingeführt, um den Amateurfunkbetrieb im Urlaub oder bei dauerhaftem Aufenthalt in anderen Ländern zu vereinfachen. Sie besteht aus zwei voneinander unabhängigen Teilen. Der erste Teil, die Empfehlung T/R 61-01 CEPT Radio Amateur Licence, regelt den Amateurfunkbetrieb bei einem kurzzeitigen Auslandsaufenthalt. In 31 Ländern kann man Funkbetrieb machen, ohne erst eine Lizenz bzw. ein Rufzeichen im Gastland beantragen zu müssen. Im zweiten Teil, der Empfehlung T/R 61-02 Harmonised amateur radio examination certificates, wird die gegenseitige Anerkennung von Amateurfunkzeugnissen festgeschrieben und gleichzeitig werden die Themen vorgegeben, die in einer Amateurfunkprüfung abgeprüft werden müssen, um international anerkannt werden zu können. 21 Länder wenden die T/R 61-02 an.
Für Deutschland hat die Bundesnetzagentur die beiden o. g. CEPT-Empfehlungen durch die Amtsblatt-Verfügung 11/2005 in nationales Recht umgesetzt.
Beispiel für den Funkbetrieb nach CEPT-Empfehlung im Ausland: Die deutsche Station mit dem Rufzeichen DL1XXX funkt in Spanien (Landes-Präfix EA). Dann benutzt sie dort das Rufzeichen EA/DL1XXX.
Vor Einführung der CEPT-Regulierung musste man für jeden Auslandsaufenthalt im Gastland eine Lizenz beantragen. Die dortige Behörde erteilte ein spezielles Rufzeichen. Jedes Land musste mit der Behörde des anderen Landes ein Abkommen schließen, in dem jeweils die Details festgelegt wurden. Das bedeutete für 30 Länder den Abschluss von 435 zwischenstaatlichen Abkommen. Der CEPT-Regulierung kann jedes neue Land durch einfache Willenserklärung, ohne Verhandlung, beitreten.
Im Oktober 2005 wurde die CEPT Novice Radio Amateur Licence geschaffen; sie stellt geringere Anforderungen an die Amateurfunkprüfungen als die CEPT Radio Amateur Licence. Die Prüfungsinhalte sind im ERC Report 32 zusammengefasst, auf deren Grundlage die Lizenzprüfungen gegenseitig anerkannt werden können (analog zur T/R 61-02). Die eigentliche Lizenz ist die Empfehlung ECC/REC 05-06 und wird von zurzeit 22 Ländern (Stand April 2013) angewandt. Sie regelt – analog zur T/R 61-01 – den Funkbetrieb beim Besuch im Ausland. Die Bundesnetzagentur hat diese beiden Empfehlungen in der Vfg. 93/2005 in deutsches Recht umgesetzt.
Da es sich bei den CEPT-Lizenzen nur um Empfehlungen handelt, können die einzelnen Länder weitere Auflagen erlassen, also z. B. eine Telegraphieprüfung fordern. Maßgeblich ist immer die Rechtslage des Gastlandes.

### Lehrgänge zur Prüfungsvorbereitung
In Deutschland bieten die beiden Amateurfunkverbände DARC und VFDB Lehrgänge zur Vorbereitung auf die Amateurfunkprüfung sowie praktischen Ausbildungsfunkbetrieb an. Außerdem kann man hier auch eine Empfangsamateurprüfung ablegen und erhält dann ein sogenanntes DE-Rufzeichen, unter dem man als Short Wave Listener (SWL) QSL-Karten (Funkbestätigungskarten) versenden kann.
Zur Vorbereitung und Durchführung der Amateurfunkprüfung (AfuP) siehe auch: YouTube-Video (12′53″) AfuP 2024 unter Weblinks.

## Amateurfunkzeugnis in der Schweiz
In der Schweiz spricht man auch von Amateurfunkkonzessionen.
Prüfungen sind beim Bundesamt für Kommunikation abzulegen. Die Prüfungsbereiche erstrecken sich über
Technik, Vorschriften, Aufbau und den Betrieb der Funkstation. Lehrgänge zur Prüfungsvorbereitung bietet die Union Schweizerischer Kurzwellen-Amateure (USKA) an.
Einsteiger-Lizenz („HB3-Lizenz“)
Die Einsteiger-Lizenz ist ein einfach zu erreichender Zwischenschritt zur Kurzwellen-Lizenz. An der Prüfung werden Vorschriften und einfache, elementare Grundkenntnisse der Elektronik abgefragt. Mit einer Einsteiger-Lizenz darf man Amateurfunkgeräte aus kommerzieller Produktion, mit einer Leistung von max. 50 Watt im UKW-Frequenzbereich (144 bis 146 MHz und 430 bis 440 MHz) benutzen. Seit dem 1. Januar 2008 sind die Kurzwellen-Bänder 160/80/15/10 Meter ebenfalls für HB3-Lizenzierte freigegeben. Die max. Leistung wird auf 100 Watt begrenzt. Die HB3-Lizenz entspricht der CEPT-Novice-Lizenz nach der Empfehlung ECC/REC 05-06.
Kurzwellen-Lizenz („HB9-Lizenz“)
Nach Ablegen der entsprechenden Prüfung und Erwerb der Lizenz darf man mit großer Leistung auf allen Amateurfunk-Frequenzen senden und selbst gebaute Funkgeräte verwenden. Die HB9-Lizenz entspricht der CEPT-Lizenz nach der Empfehlung T/R 61-01.
Empfangs-Lizenz („HE-Höramateur“)
Man kann auch als „Hörer“ anfangen, um sich mit dem Betrieb auf den Amateurfunk-Bändern vertraut zu machen. Das kommt einem später als Funkamateur mit Einsteiger- oder Kurzwellen-Lizenz zugute. Eine Empfangs-Lizenz erhält man ohne eine Ausbildung und Prüfung über die Union Schweizerischer Kurzwellen-Amateure, früher amtlich über die PTT.

## Amateurfunkzeugnis in Österreich

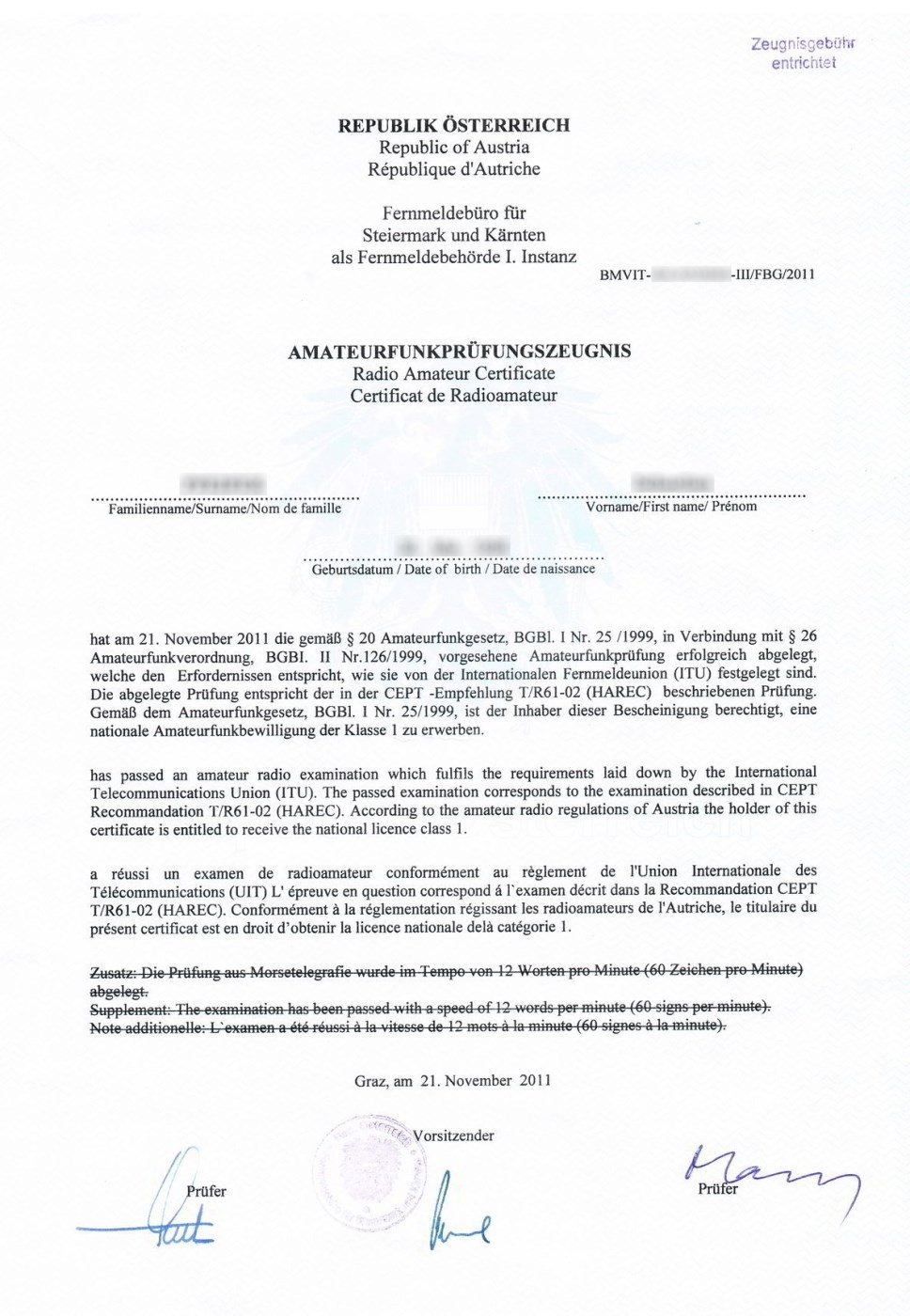
Amateurfunkprüfungszeugnis für CEPT Klasse 1

Die (mündlichen) Prüfungen sind beim örtlich zuständigen Fernmeldebüro (Fernmeldebehörde 1. Instanz) abzulegen. Die Prüfungsbereiche erstrecken sich über die Bereiche „Rechtliche Bestimmungen“, „Technische Grundlagen“ und „Betrieb“.
Bewilligungsklasse 1 (CEPT-Lizenz)
Alle zulässigen Frequenzbereiche inkl. Kurzwelle (135,7 kHz bis 3 THz); max. 1.000 W. Alle zulässigen Betriebs- und Sendearten inkl. CW (Morsen). Die Amateurfunkbewilligung der Klasse 1 berechtigt auch zur Änderung und zum Selbstbau von Amateurfunksendeanlagen.
Bewilligungsklasse 4 (CEPT-Novizen-Lizenz)
Frequenzbereiche Kurzwelle 160 m, 80 m, 15 m, 10 m; UKW: 144–146 MHz (2 m), 430–440 MHz (70 cm); max. 100 W. Es dürfen nur kommerziell gefertigte und unmodifizierte Sendeanlagen verwendet werden. Die Lizenz ist in allen Ländern gültig, die ebenfalls eine CEPT-Novizen-Lizenz haben.
Bewilligungsklasse 3 (nationale Einsteigerlizenz)
Frequenzbereiche 144–146 MHz (2 m) und 430–440 MHz (70 cm); max. 100 W. Es dürfen nur kommerziell gefertigte und unmodifizierte Sendeanlagen verwendet werden. Die Lizenz ist nur in Österreich gültig.

## Amateurfunkzeugnis in Polen
Um in Polen die Funkanlagen im Amateurfunkdienst bedienen zu dürfen, wird das Amateurfunkzeugnis (poln. Świadectwo operatora urządzeń radiowych w służbie amatorskiej) benötigt. Die Zeugnisse werden in zwei Klassen erteilt:
- Klasse A – berechtigt den Inhaber zum Bedienen von Amateurfunkanlagen, welche in allen in Polen freigegebenen Frequenzbereichen arbeiten können. Des Weiteren ermöglicht dieses Zeugnis dem Inhaber, ein Antrag auf die Amateurfunkgenehmigung der Klasse 1 zu stellen und somit ein Rufzeichen zugeteilt zu bekommen. Das Amateurfunkzeugnis der Klasse A erfüllt den international anerkannten HAREC Standard und entspricht der CEPT-Amateurfunkgenehmigung gemäß der CEPT-Empfehlung T/R 61-01. Der Antragsteller muss mindestens 15 Jahre alt sein, um das Zeugnis der Klasse A ausgestellt zu bekommen.
- Klasse C – berechtigt den Inhaber zum Bedienen von Amateurfunkanlagen, welche in folgenden Frequenzbereichen arbeiten können: 1810–2000 kHz, 3500–3800 kHz, 7000–7200 kHz, 14000–14350 kHz, 21000–21450 kHz, 28000–29700 kHz, 144–146 MHz 430–440 MHz und 10–10,5 GHz. Des Weiteren macht dieses Zeugnis dem Inhaber möglich den Antrag auf die Amateurfunkgenehmigung der Klasse 3 zu stellen und somit den Rufzeichen zugeteilt zu bekommen. Das Zeugnis der Klasse C erfüllt die ECC-Empfehlung (05)06. Der Antragsteller muss mindestens 10 Jahre alt sein, um das Zeugnis der Klasse C ausgestellt zu bekommen.

### Prüfung
Die in Polen für den Amateurfunkdienst zuständige Behörde heißt Urząd Komunikacji Elektronicznej (Abkürzung UKE). Die Amateurfunkprüfungen sind in Polen vor der Kommission von UKE abzulegen. Die Prüfung besteht aus zwei Teilen:
- In dem ersten (schriftlichen) Teil werden die folgenden Prüfungsteilen * geprüft:
  1. Technik
  2. Sichere Arbeit und Bedienung der Elektronischen Geräte
  3. Betriebstechnik
  4. Vorschriften und Gesetzkunde
- In dem zweiten (praktischen) Teil der Prüfung wird die korrekte Abwicklung des Funkverkehrs geprüft. Es wird meistens eine QSO Simulation zwischen dem Prüfer und dem Prüfling durchgeführt. Getestet werden die Kenntnisse des Q-Schlüssels, die korrekte Aussprache des ICAO-Funkalphabetes und die Kenntnisse der ITU-Präfixe

Bei der Prüfung sind maximal 25 Punkte zu erreichen – pro Bereich maximal 5 Punkte. Die Prüfung ist dann als bestanden anzusehen, wenn der Prüfling in jedem Bereich mindestens 3 Punkte bekommt. Sollte der Prüfling bei der Prüfung durchfallen, so kann er die Bereiche, in denen er weniger als 3 Punkte erreicht hat, innerhalb eines Jahres nachholen.
Die Zulassung zur Prüfung und die Ausstellung des ersten Zeugnisses kostet 75 PLN für Klasse A und 50 PLN für Klasse C. Ausstellung eines neuen Zeugnisses (ohne Prüfung) kostet 15 PLN.

### Amateurfunkgenehmigungen
In Polen werden zwei Grundkategorien der Amateurfunkgenehmigungen ausgestellt, je nach dem von den Antragsteller vorgelegten Amateurfunkzeugnis.

#### Kategorie 1
Die Funkgenehmigung der Kategorie 1 ermöglicht dem Inhaber den Betrieb mit maximal 500 Watt Sendeleistung mit allen zulässigen Betriebs- und Sendearten inkl. CW (Morsen) in allen in Polen für den Amateurfunkdienst zugelassenen Frequenzbereichen.

#### Kategorie 3
Die Funkgenehmigung der Kategorie 3 ermöglicht dem Inhaber den Betrieb mit maximal 100 Watt Sendeleistung mit allen zulässigen Betriebs- und Sendearten in folgenden in Polen für den Amateurfunkdienst zugelassenen Frequenzbereichen: 1810–2000 kHz, 3500–3800 kHz, 7000–7200 kHz, 14000–14350 kHz, 21000–21450 kHz, 28000–29700 kHz, 144–146 MHz, 430–440 MHz und 10–10,5 GHz.
Die Gültigkeitsdauer der Genehmigungen (sowohl der Kategorie 1, als auch 3) liegt bei 10 Jahren.

#### Andere Genehmigungsarten

##### Kategorie 5
Funkgenehmigung im Amateurfunkdienst, welche den Inhaber berechtigt die automatische Funkstation zu betreiben. Sendeleistung je nach Genehmigung.

##### Kategorie T – zusätzliche Genehmigung
Zusätzliche Funkgenehmigung wird nur dem Inhaber einer Genehmigung der Kategorie 1 erteilt. Maximale zugelassene Sendeleistung liegt bei 1500 Watt. Diese Kategorie der Genehmigung kann maximal ein Jahr gültig sein.
Die Erteilung der Amateurfunkgenehmigung kostet immer 82 PLN.

### Rufzeichen
Die Rufzeichen setzten sich in Polen wie folgt zusammen:
1. Präfix – zur Auswahl stehen Präfixe HF, SN, SO, SP, SQ, SR, 3Z
2. Zahl von 0 bis 9
3. Kombination maximal
  1. 7 Zeichen, darunter Buchstaben und Ziffern. Als letztes Zeichen muss immer Buchstabe stehen – bei der Kategorie T
  2. 4 Zeichen, darunter Buchstaben und Ziffern. Als letztes Zeichen muss immer Buchstabe stehen – bei weiteren Kategorien

Das Präfix SR ist ausschließlich für die Rufzeichen der Kategorie 5 freigegeben.